# Reynaldo Peña
Reynaldo Rodolfo Peña Borroto (ur. 5 stycznia 1969 w Hawanie) – kubański zapaśnik w stylu klasycznym. Trzykrotny olimpijczyk. Siódme miejsce w Barcelonie 1992; dziesiąte w Atlancie 1996; piętnaste w Sydney 2000 roku.
Czterokrotny uczestnik mistrzostw świata, srebrny medalista z 1991 roku. Dwukrotnie najlepszy na igrzyskach panamerykańskich w 1995 i 1999 roku. Sześć razy wygrywał na mistrzostwach panamerykańskich a dwa razy na igrzyskach Ameryki Środkowej i Karaibów.
Triumfator Pucharu Świata w 1990; drugi w 1992 i 1995; trzeci w 1987 i 1996; piąty w 1989 roku.